# Каменка (Полєський район)
Каменка (рос. Каменка) — селище Полєського району, Калінінградської області Росії. Входить до складу Тургенєвського сільського поселення.
Населення —  90 осіб (2015 рік). 

## Населення
| 2002 | 2010 |
| ---- | ---- |
| 67   | ↗90  |